# Mazda RX-7
Mazda RX-7 byl sportovní automobil, který v letech 1978 až 2002 vyráběla japonská automobilka Mazda. Předchůdcem byla Mazda RX-3 a nahradil jí vůz Mazda RX-8. Celkem bylo vyrobeno 811 634 vozů. K pohonu vozu sloužil výhradně Wankelův motor.

## První generace SA/FB
První generace se vyráběla do roku 1985. Byla označována jako SA/FB. V roce 1980 bylo vyrobeno 3000 vozů speciální edice LS. V letech 1981 a 1984 prošel model faceliftem.
První série (1978–1980) Tato série RX-7 měla vystavené ocelové nárazníky a vysoko postavenou registrační značku V Japonsku byla představena v březnu roku 1978, nahrazující vůz Savanna RX-3. Hlavní návrhář Mazdy byl Matasaburo Maeda, jehož syn Ikuo pracoval na designu Mazdy 2 a Mazdy RX-8.
V květnu 1980 Mazda vytvořila 2500 kusů speciálních severoamerických modelů známých jako LS (Leather Sport). Tato edice byl vlastně vylepšený model GS s přidanými LS znaky na každém B-sloupku, speciálními pruhy, a zlatými eloxovanými koly. Všechny LS edice přišly vybaveny hnědým, celokoženým interiérem, kůži potaženým volantem, koženou řadicí pákou, odnímatelným slunečním štítem, vylepšenou audio zástavbou, elektricky stahovatelnými okny, a dalším vybavením montovaném ve standardní edici GS.
Druhá série (1981–1983) měla integrované, umělou hmotou kryté nárazníky, široké, černé gumové boční lišty, jiná zadní světla a zlepšené součásti pro řízení motoru. Edice GSL nabízela volitelné kotoučové brzy na všech kolech a zadní diferenciál s omezeným prokluzem (LSD). V Evropě byla FB úspěšná zejména pro zvýšení výkonu ze 105 PS (77 kW) vozů první série; ročník 1981 měl nyní 115 PS (85 kW). Evropský trh měl také auta vybavená kotoučovými brzdami na všech kolech již jako standardní výbavu.
Třetí série (1984–1985) představila vylepšený přední spodní štít. Severoamerické modely dostaly odlišné uspořádání budíků na přístrojové desce (atmosféricky plněná S3 RX-7 je jediný vůz poháněný rotačním motorem který nemá tachometr uložený uprostřed). GSL edice pokračovala i této třetí sérii, ale Mazda představila "pod-edici" GSL-SE. GSL-SE měla motor 1.3 L 13B RE-EGI produkující 135 hp (101 kW) a 135 lb·ft (183 N·m). GSL-SEs nabízely stejné možnosti jako edice GSL, LSD a zadní kotoučové brzdy, ale brzdové kotouče byly větší, proto Mazda použila jinou rozteč šroubů kol 4x114.3 (4x4.5"). Edice měla také vylepšený podvozek s tužšími tlumiči a pružinami. Mazda se vrátila k použití externího chladiče oleje.
1984 RX-7 GSL má udávanou spotřebu 8.11 litrů na 100 km /při jízdě ve městě 12.37 l/100 km. RX-7 GSL je schopna akcelerovat z 0 to 80 km/h za 6.3 sekund. Ovladatelnost a zrychlení vozu byly na tehdejší dobu vynikající. Tato generace RX-7 měla rozdělení hmotnosti mezi přední a zadní nápravu 50/50 a váhu pod 1,100 kg. Byla to nejlehčí generace RX-7 jaká kdy byla vyráběna. Modely s motorem 12a akcelerovaly z 0 na 100 km/h za 9.2 s. Motor 12A produkoval 100 hp (75 kW) v 6,000 rpm, a dokázal tak vůz dostat přes hranici 190 km/h.
V roce 1985 Mazda představila edici RX7 Finale v Austrálii. Byla to poslední ze série a vyrobila se v omezeném množství. Edice Finale disponovala výkonnostními možnostmi a speciální plaketou zobrazující číslo vyrobeného kusu s nápisem "Last of a legend" ("Poslední z legendy"). The Finale měla speciální nálepky a začerněnou část mezi oknem a zadními výklopnými dveřmi.
Možnosti a modely se lišily podle zemí. Jiné uspořádání palubní desky a změny v interiéru ve třetí sérii byly pouze pro severoamerické modely. Severní Amerika byla jediný trh, který nabízel první generaci RX-7 s motorem 13B se vstřikováním paliva, model GSL-SE. Prodeje první generace RX-7 byly velmi dobré, s celkovou produkcí 474,565 kusů; 377,878 (skoro 80%) byly prodány v USA. V roce 2004, Sports Car International jmenoval toto vozidlo na sedmou příčku jejich žebříčku Top Sports Cars of the 1970s ("Nejlepší sportovní vozy 1970").

### Savanna RX-7 Turbo
Po představení prvního rotačního motoru přeplňovaného turbodmychadlem ve vozech Luce a Cosmo, podobný, také s přímým vstřikováním paliva a bez intercooleru, byl motor 12A Turbo, dostupný pro vrcholné modely třetí série v Japonsku. Byl představen v září 1983. Výkon 165 PS (121 kW) v 6,500 otáčkách za minutu. Obě lopatkové turbíny turba of byly remodelovány a zmenšeny, turbína mela o 20% vyšší rychlost než v používaném konvenčním motoru. Savanna Turbo byla vyráběna pouze krátce, protože nová generace RX-7 byla za rohem.

## Druhá generace FC

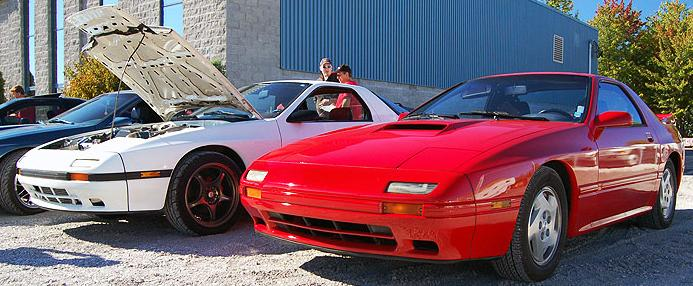

Série 4 (1986–1988) byla dostupná jako atmosférický motor, se vstřikováním paliva a označením 13B-VDEI, produkující 146 hp (108 kW). Model s turbodmychadlem, (1987–1988) známý jako Turbo II na Americkém trhu, měl 182 hp / 185 ps (135 kW). Série 5 (1989–1992) disponovala zlepšeným stylingem a lepším řízení motoru, jako lehčí rotory a vysokokompresní poměr 9,7:1 pro atmosférické motory a 9.0:1 pro Turbo. Atmosféricky plněná Série 5 FC měla 160 hp (119 kW), zatímco Série 5 Turbo měla 200 hp / 205 ps (147 kW).
Druhá generace RX-7 ("FC", VIN začínající JM1FC3 or JMZFC1), v Japonsku pořád známá jako Savanna RX-7, dostala kompletní změnu stylu, připomínající Porsche 944 nebo Porsche 924. Designéři Mazdy se pod vedením Akia Uchiyamy soustředili na Porsche 944 jako na inspiraci pro design FC, neboť byl vůz vytvářen hlavně pro prodeje na americkém trhu, v závislosti na výborných prodejích první generace, kde se jí v USA prodalo skoro 80% celkové produkce. Tato strategie byla zvolena po tom, co Uchiyama a ostatní z designového týmu strávili nějaký čas ve Spojených státech, kde sbírali zkušenosti a názory majitelů předchozí generace RX-7 a dalších sportovních vozů, populárních na americkém trhu. Porsche 944 prodávaná celkově dobře a v té době nabízela vodítka k tomu co by mohli nadšenci do sportovních aut na budoucí Mazdě RX-7 shledávat atraktivní, vzhledově i výbavou. Zatímco SA22/FB byla čistě ryzí sportovní vůz, FC byla vedena k širší použitelnosti, jako vůz, který se dá bez větších problémů využívat každý den a přitom přináší spolehlivost a pohodlí. Ovládání a řízení vozu bylo hodně zlepšeno, s menším sklonem k přetáčivosti jakými trpěla FB. Technologie zadní nápravy byla vylepšena a bylo použita mnohem více moderní nezávislé zavěšení. I řízení bylo více přesné. Kotoučové brzdy zde byly také standardem, některé modely (S4: Sport, GXL, GTU, Turbo II, Convertible; S5: GXL, GTUs, Turbo, Convertible) nabízely čtyřpístkové přední brzdy. Zadní sedadla byly volitelné na některých modelech, většinou na americkém trhu. Mazda také představila Dynamic Tracking Suspension System (DTSS). Turbo 2 používalo dmychadlo se systémem twin scroll. Menší primární komora turbodmychadla je určena k redukci turbodíry v nižších otáčkách motoru. V těch vyšších je otevřena druhá komora, čímž dostaneme z motoru o 33% více výkonu než z atmosférické jednotky.
FC byla o 363 kg těžší než její předchůdce, to jí však nezabránilo v úspěchu na stránkách tisku. FC RX-7 se stala importovaným automobilem roku 1986 podle magazínu Motor Trend's, a Turbo II se podruhé objevila v žebříčku Deset Nejlepších magazínu Car and Driver v roce 1987.
Na japonském trhu byla dostupná pouze Turbo verze, atmosférické motory byl určeny výhradně pro export. Mazda prodala 86,000 kusů jen v USA v roce 1986.
Australian Motors Mazda vypustila limitovanou edici v množství 250 kusů zvanou 'Sports' Serie 4; žádná z nich neměla posilovač řízení, elektricky stahovaná okna a zadní stěrač v závislosti ke snížení hmotnosti vozu. V Japonsku byla speciální série zvaná Infini s produkcí pouhých 600 vozů ročně. Co edice nabízela? Logo Infini na zádi, vylepšený podvozek, upravenou řídící jednotku, navýšení výkonu, menší hmotnost, 15- palcová hliníková BBS kola, Infini logo na volantu, aero spoiler kit, bronzově zbarvená okna a jiné. Automobil byl považován za vrchol v modelu RX-7 (dokud nepřišla FD). Infini IV přišla s dalšími prvky jako černá sportovní sedadla, 16palcové BBS kola, a ostatní věci použité předtím. Byly zde i jiné série: Series I byla představena v roce 1987, Series II v 1988, Series III v 1990, and Series IV v roce 1991.

### Convertible
Mazda představila verzi se stahovací střechou v roce 1988, osazenou atmosférickým motorem. Convertible měl sundavací pevnou sekci nad pasažéry a skládací textilní zadní část s vyhřívaným zadním oknem. Pro složení střechy bylo nutno odjistit dva háčky,

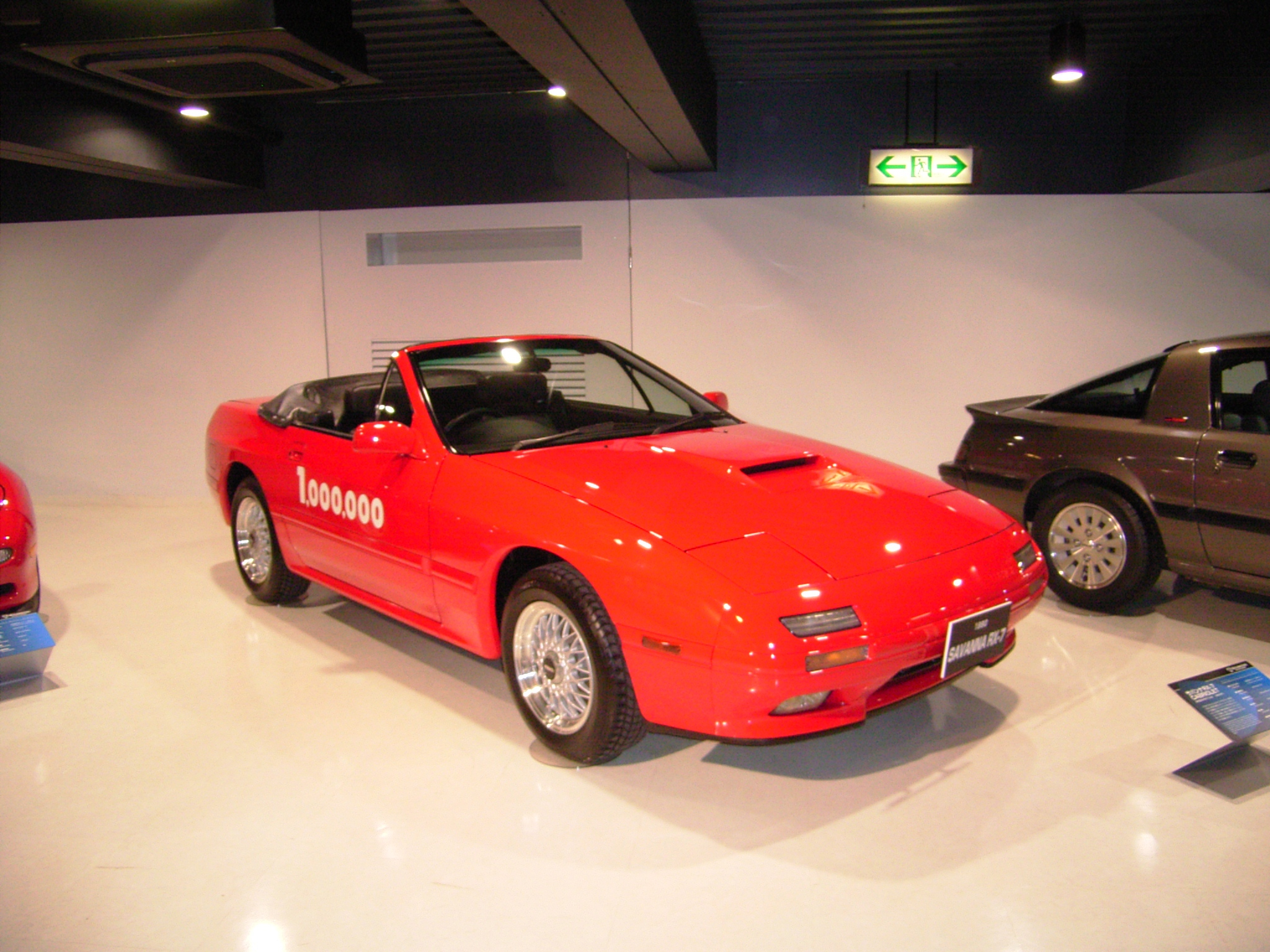
Rx-7 FC Convertible

poté automaticky sklopit zadní část, vylézt z vozidla a sundat pevnou část manuálně. Mazda tak představila první integrovaný windblocker, pevný panel byl složen za předními sedadly, aby blokoval nechtěné proudění vzduchu přímo k pasažérům a zpříjemnil tak jízdu v otevřeném režimu.
Několik větších automagazínů té doby označilo RX-7 Convertible jako jeden z nejlepších kabrioletů dostupných na trhu. (Automobile Magazine/Leden 1988, Performance Car Magazine/Leden1989). Mazda vyvezla přibližně 5000 kusů do Spojených států v roce 1988. Produkce se zastavila v roce 1991 poté, co Mazda prodala 500 kusů omezené série příkladu pro rok 1992 pouze pro domácí trh. V Japonsku, UK a ostatních regionech kromě USA byla dostupná i verze Turbo.

### GTUsus (1989-1990)
V roce 1989, s představením faceliftu FC RX-7, a pro připomenutí dominance RX-7 v závodech IMSA, Mazda představila model s označením GTUs. Začala s lehkým modelem GTU, který přišel s manuálním stahováním oken, bez zadního stěrače, slunečního okna. GTUs přidala prvky, které najdeme na verzích Turbo, jako přední čtyřpístkové brzdy, zadní chlazené brzdy, posilovač řízení závislý na rychlosti vozidla, jednodílný přední spoiler, sedadla z modelu Turbo, volant potažený kůží, 16palcová kola, pneumatiky 205/55VR, a viskózní typ diferenciálu s omezeným prokluzem. To umožňovalo rychlejší akceleraci pro nepřeplňované motory 13B.

### Rozměry
- Rozvor - 2431 mm
- Délka - 4290 mm (4315 mm v letech 89 - 91)
- Šířka - 1689 mm
- Výška - 1265 mm
- Hmotnost - 1,191 kg - 1,393 kg

## Třetí generace FD

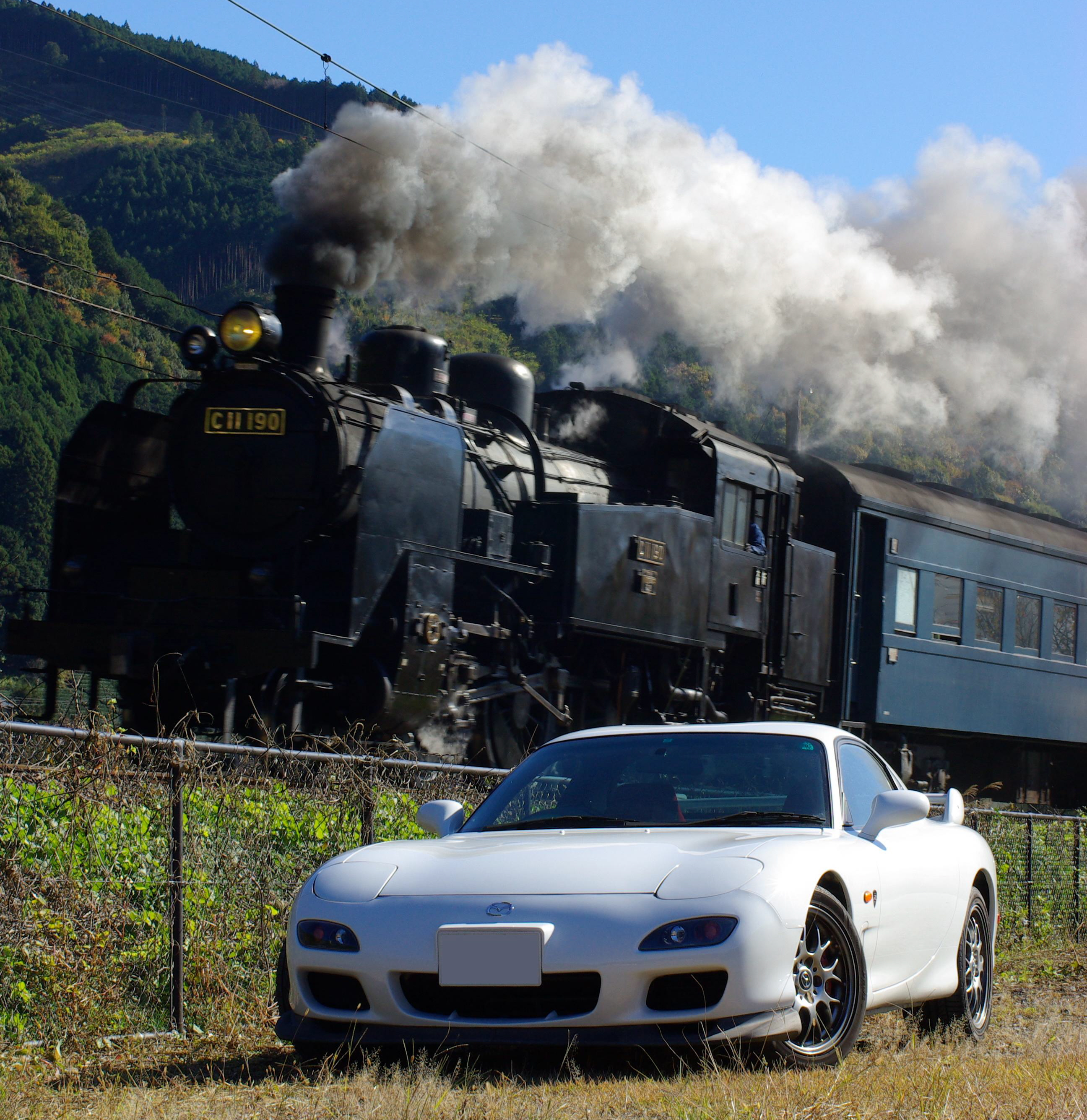
Mazda RX7 Spirit R Type A

Třetí generace se vyráběla od roku 1991 do roku 2002. Nově byl použit sekvenční twin turbo systém. Při normální jízdě je v činnosti pouze první turbo, zatímco po překročení 4000-4500 rpm se plynule přidá i druhé. Toto řešení je bohužel vykoupeno nižší spolehlivostí. Při zvyšování výkonu proto majitelé třetí generace obvykle jdou cestou přestavby na single turbo. V roce 1999 motor RX7 dosáhl výkonového stropu 276 HP, který domácí automobilky nesměly překročit. Třetí generace získala respekt především díky své dobré ovladatelnosti na limitu - velice nízké celkové těžiště, perfektní rozložení váhy 50:50 a "FMR layout" (těžiště motoru za přední nápravou, zadní náhon).
1991 Series 6 - 13B-REW 252 HP
1996 Series 7 - 13B-REW 261 HP (zjednodušeny výfukové svody, nová 16-bit řídící jednotka motoru)
1999 Series 8 - 13B-REW 276 HP (vylepšené twin turbo)

### Spirit R
Ukončení výroby RX7 bylo oslaveno limitovanou edicí 1500 kusů "Spirit R", které byly dále rozděleny na A, B a C.
Spirit R Type A - nejagresivnější model, pouze dvousedadlový, pětistupňová manuální převodovka
Spirit R Type B - pětistupňová manuální převodovka, sedadla 2+2
Spirit R Type C - čtyřstupňová automatická převodovka, sedadla 2+2

## Závodní verze
První generace s motorem 13B v roce 1979 dostala možnost účasti na 24 hodin Le Mans, nicméně neprošla kvalifikací. O rok později se Mazda kvalifikovala a umístila na 21. pozici, jednalo se o vůz RX7 FB 12A. V roce 1991 se s prototypem 787B (4 rotor R26B, 700HP, 607 N·m) automobilce podařilo zvítězit a dodnes je jedinou japonskou automobilkou, která tento závod vyhrála. Mazdy startovaly také ve vytrvalostních okruhových závodech Daytona a Spa. Vyhrály také britské mistrovství cestovních vozů BTCC. Několik vozů první generace startovalo v rallye ve skupině B

### Mazda RX-7 Group B

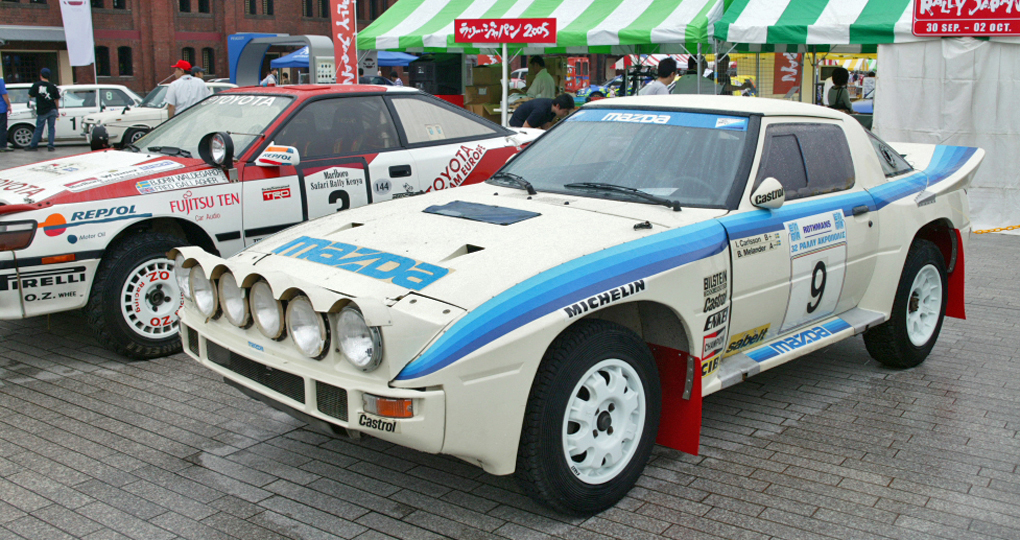
Speciál Mazda skupiny B

Mazda RX-7 byla jediným soutěžním vozem s Wankelovým motorem, který startoval v nejvyšší kategorii mistrovství světa v rallye. Účast zajišťoval Mazda Rally Team Europe a hlavní posádka jezdila ve složení Invar Carlson a Benny Mellander. Vůz byl v nevýhodě, protože neměl pohon všech kol. jeho největšími soupeři tak byly vozy Nissan 240 RS, Porsche 911 a Opel Manta 400. Vůz nebyl nikdy výrazně úspěšný, ale byl velmi spolehlivý. Po zrušení skupiny B se většina vozů přesunula do národních šampionátů. Největším úspěchem bylo třetí místo na Acropolis rallye 1985.
Vůz měl samonosnou karoserii. Wankelův motor byl o objemu 1308 cm3, který dosahoval výkonu 300 koní a točivého momentu 270 Nm. Motor byl osazen dvojitým karburátorem Weber.

#### Rozměry
- Délka - 4265 mm
- Šířka - 1670 mm
- Hmotnost - 930 kg